# Rudol'f Povarnicyn
Rudol'f Pavlovyč Povarnicyn (in ucraino Рудольф Павлович Поварніцин?, in russo Рудольф Павлович Поварницын?, Rudol'f Pavlovič Povarnicyn, trascrizione inglese: Rudolf Pavlovich Povarnitsyn; Votkinsk, 13 giugno 1962) è un ex altista sovietico, medaglia di bronzo ai Giochi olimpici di Seul 1988.

## Biografia
Rudol'f Povarnicyn ha iniziato a praticare atletica leggera nel 1975 ed è stato inserito nella squadra nazionale sovietica nel 1985, dopo aver stupito il mondo dell'atletica stabilendo, da perfetto sconosciuto, un record mondiale a 2,40 m l'11 agosto 1985 durante un meeting a Donec'k, vantando sino a quel momento un record personale di 2,26 metri e realizzando quindi un incredibile miglioramento di ben 14 centimetri nel corso di quel meeting. Batté di un centimetro il precedente record mondiale del cinese Zhu Jianhua. Tuttavia, il record di Povarnicyn fu battuto circa tre settimane dopo dal connazionale Igor Paklin, che salì a 2,41 m durante l'Universiade disputatasi a Kobe.
Povarnicyn ha ottenuto il suo più grande risultato internazionale vincendo la medaglia di bronzo nel salto in alto ai Giochi olimpici di Seul 1988. Quella gara fu vinta dal suo connazionale Gennadij Avdeenko con 2,38 m, mentre lo statunitense Hollis Conway, lo svedese Patrik Sjöberg e Povarnicyn realizzarono 2,36 m. Conway prese il secondo posto davanti a Sjöberg e Povarnicyn per aver commesso un errore in meno a tale misura.
Nel 1989 Povarnicyn diventò campione sovietico nel salto in alto e vinse la medaglia d'argento in Coppa Europa e la medaglia di bronzo alle Universiadi. Ai Campionati mondiali di Tokyo 1991, l'unica edizione a cui abbia mai partecipato, terminò soltanto al 13º posto.
Povarnicyn ha terminato la sua carriera sportiva dopo la caduta e la dissoluzione dell'Unione Sovietica e in seguito ha lavorato come allenatore di atletica in Ucraina e dal 2009 ha intrapreso anche la carriera politica.